# Arabia Saudyjska na Letnich Igrzyskach Paraolimpijskich 2012
Arabię Saudyjską na Letnich Igrzyskach Paraolimpijskich 2012 reprezentuje 4 sportowców w 2 dyscyplinach.
7 września srebrny medal zdobył Hani Alnakhli w rzucie dyskiem.
| Medale według dni | Medale według dni | Medale według dni | Medale według dni | Medale według dni | Medale według dni | Medale według dni |
| ----------------- | ----------------- | ----------------- | ----------------- | ----------------- | ----------------- | ----------------- |
| Dzień             | Data              |                   |                   |                   |                   |                   |
| Dzień 0           | 29                | —                 | —                 | —                 | —                 |                   |
| Dzień 1           | 30                | 0                 | 0                 | 0                 | 0                 |                   |
| Dzień 2           | 31                | 0                 | 0                 | 0                 | 0                 |                   |
| Dzień 3           | 1                 | 0                 | 0                 | 0                 | 0                 |                   |
| Dzień 4           | 2                 | 0                 | 0                 | 0                 | 0                 |                   |
| Dzień 5           | 3                 | 0                 | 0                 | 0                 | 0                 |                   |
| Dzień 6           | 4                 | 0                 | 0                 | 0                 | 0                 |                   |
| Dzień 7           | 5                 | 0                 | 0                 | 0                 | 0                 |                   |
| Dzień 8           | 6                 | 0                 | 0                 | 0                 | 0                 |                   |
| Dzień 9           | 7                 | 0                 | 1                 | 0                 | 1                 |                   |
| Dzień 10          | 8                 | 0                 | 0                 | 0                 | 1                 |                   |
| Dzień 11          | 9                 | 0                 | 0                 | 0                 | 1                 |                   |